# Film om velkomst og farvel
Film om velkomst og farvel er en dansk dokumentarfilm fra 2009, der er instrueret af Corine Shawi.

## Handling
Fem personer observeres, mens de siger farvel. Tabet breder sig udover København, i fragmenterede landskaber, kroppe og følelser. Mens folks hjerter korsfæstes af ensomhed og fravær, kræver folk forandring og håber kun på et velkommen.